# Jadwiga Jędrzejowska
Jadwiga »Jed« Jędrzejowska, poljska tenisačica, * 15. oktober 1912, Krakov, Avstro-Ogrska, † 28. februar 1980, Katovice, Poljska.
V posamični konkurenci se je uvrstila v finale turnirjev za Prvenstvo Anglije leta 1937, ko jo je premagala Dorothy Round, Nacionalno prvenstvo ZDA istega leta, ko jo je premagala Anita Lizana, in Amatersko prvenstvo Francije leta 1939, ko jo je premagala Simonne Mathieu. V konkurenci ženskih dvojic je leta 1939 osvojila Amatersko prvenstvo Francije skupaj s Simonne Mathieu, s katero se je uvrstila tudi v finale turnirja za Nacionalno prvenstvo ZDA leta 1938, s Susan Noel pa še v finale turnirja za Amatersko prvenstvo Francije leta 1936. V konkurenci mešanih dvojic se je leta 1947 uvrstila v finale turnirja za Amatersko prvenstvo Francije skupaj s Cristeo Caralulisom.

## Finali Grand Slamov

### Posamično (3)

#### Porazi (3)
| Leto | Turnir                       | Nasprotnica v finalu | Rezultat finala |
| 1937 | Prvenstvo Anglije            | Dorothy Round        | 2–6, 6–2, 5–7   |
| 1937 | Nacionalno prvenstvo ZDA     | Anita Lizana         | 4–6, 2–6        |
| 1939 | Amatersko prvenstvo Francije | Simonne Mathieu      | 3–6, 6–8        |

### Ženske dvojice (3)

#### Zmage (1)
| Leto | Turnir                       | Partnerica      | Nasprotnici v finalu      | Rezultat finala |
| 1939 | Amatersko prvenstvo Francije | Simonne Mathieu | Alice Florian Hella Kovac | 7–5, 7–5        |

#### Porazi (2)
| Leto | Turnir                       | Partnerica      | Nasprotnici v finalu         | Rezultat finala |
| 1936 | Amatersko prvenstvo Francije | Susan Noel      | Simonne Mathieu Billie Yorke | 6–2, 4–6, 4–6   |
| 1938 | Nacionalno prvenstvo ZDA     | Simonne Mathieu | Sarah Palfrey Alice Marble   | 8–6, 4–6, 3–6   |

### Mešane dvojice (1)

#### Porazi (1)
| Leto | Turnir                       | Partner           | Nasprotnika v finalu         | Rezultat finala |
| 1947 | Amatersko prvenstvo Francije | Cristea Caralulis | Sheila Piercey Eric Sturgess | 0–6, 0–6        |